# Nekemte
Nekemte (Ge'ez: ነቀምት) est une ville et un woreda de l'ouest de l'Éthiopie. Ancienne capitale provinciale du Wellega, Nekemte est le chef-lieu de la zone Misraq Welega de la région Oromia. Elle compte 75 219 habitants en 2007 et sa population actuelle est estimée à plus de 150 000 habitants

## Lieux
C'est à Nekemte que se trouve le musée de la culture Wollega Oromo, l'université Wollega, ainsi que la sépulture d'Onesimos Nesib, premier traducteur (avec Aster Ganno) de la Bible en langue Oromo. Nekemte est le siège d'un vicariat apostolique.
La ville est desservie par un aéroport réservé aux lignes intérieures.

## Histoire
Nekemte se trouve au cœur du réseau routier du sud-ouest de l’Éthiopie. Les premières grandes routes, dont celle reliant Addis-Abeba à Addis-Alem,ont été tracées au début des années 1930. La route d'Addis-Alem n'était carrossable qu'en camion sur les 255 kilomètres séparant Addis-Alem de Nekemte. La route reliant Nekemte à Gimbi, distante de 110 kilomètres, constituait le premier tronçons de l'autoroute n°3 en 1963. Les postes sont en service depuis 1923, le téléphone depuis 1957. L’Ethiopian Electric Light and Power Authority a raccordé la ville au réseau électrique en 1960.

## Population
Nekemte atteint 75 219 habitants au recensement national de 2007. Environ 48 % des habitants sont protestants, 39 % sont orthodoxes, 11 % sont musulmans et moins de 1 % sont catholiques.
En 2022, la population est estimée à 156 004 personnes avec une densité de population de 5 288 personnes par km2 et 29,5 km2 de superficie.